# Jože Berc
Jože Berc, bivši slovenski veslač, * 5. december 1944, Bled. 
Berc je za Jugoslavijo nastopil na Poletnih olimpijskih igrah 1964 v Tokiu ter Poletnih olimpijskih igrah 1972 v Münchnu. V Tokiu je veslal v osmercu s krmarjem, ki je osvojil 4. mesto, v Münchnu pa v četvercu brez krmarja, ki se ni uvrstil v polfinale.
Leta 2012 je bil kot član osmerca z Olimpijskih iger 1964 sprejet v Hram slovenskih športnih junakov.